# Gaby Gyselen
Gaby Gyselen (Veurne, 14 april 1923 - Brugge, 17 september 2001) was een Belgisch provinciaal cultureel ambtenaar en kunstcriticus.

## Levensloop
Gyselen werd in 1946 ambtenaar bij het provinciaal bestuur van West-Vlaanderen. In 1955 richtte hij de provinciale dienst voor Cultuur op en werd er de eerste directeur van. Hij bleef dit ambt uitoefenen tot aan zijn pensioen in 1988. Samen met de bestendig afgevaardigde Jozef Storme zorgde hij voor de oprichting van vier provinciale musea:
- in 1960 het Provinciaal Museum Constant Permeke in Jabbeke,
- het Provinciaal Museum voor Moderne Kunst, dat in 1963 met de aankoop van een gedeelte van de verzameling van Gustave Van Geluwe echt van start ging en evolueerde tot het Kunstmuseum aan Zee in Oostende,
- in 1980 het Stijn Streuvelsmuseum in het Lijsternest in Ingooigem,
- het Museum van het Bulskampveld in Beernem.

De provinciale cultuurdienst werd actief in de promotie en herwaardering in West-Vlaanderen van koren, harmonieën, toneelgroepen, originele literaire en historische uitgaven enz.
Gaby Gyselen was ook actief als kunstcriticus. Hij publiceerde heel wat grotere en kleinere bijdragen, in afzonderlijke uitgaven, of als artikels in Kunsttijdschrift Vlaanderen, Ons Erfdeel en Septentrion. In het tijdschrift Biekorf publiceerde hij tientallen artikels tussen 1959 en 1993. Hij gaf ook veel lezingen en radiocauserieën.

## Publicaties
- De Maerlant-feesten te Damme in 1860, in: Biekorf, 1959.
- De Brugse tak van de familie Grossé en haar kunstatelier, in: Biekorf, 1969.
- Rik Slabbinck, monografie, 1979.
- (samen met anderen) West-Vlaanderen 100 X, 1981
- Schilderijen uit het Patrimonium van het Brugsche Vrije in het Gerechtshof te Brugge, in: Handelingen van het genootschap voor Geschiedenis, Brugge, vol. 95, nr. 1-2, (1958), blz. 25-58.